# イワカラマツ
イワカラマツ（岩唐松、学名：Thalictrum sekimotoanum）は、キンポウゲ科カラマツソウ属の多年草。植物体全体に微細な腺毛が生え、粘着する。別名、ナツカラマツ。

## 特徴
植物体の高さは50-150cmになり、上部が分枝し、全体にアキカラマツ T. minus var. hypoleucum に似る。茎や葉柄、葉の両面に微細な腺毛が密生し、粘液を分泌して粘る。茎につく葉は互生し、葉身は2-4回3出複葉になる。花期はアキカラマツより明らかに早く6月に咲く。花は大型の円錐状の花序につく。花弁はなく、萼片が早く落ちるので、多数の雄蕊の黄色い葯が目立つ。果実は長さ4mmの縦の稜線が目立つ紡錘状の痩果になり、果柄はない。花序、萼片の外面、雄蕊、痩果にも微細な腺毛が密生し粘る。染色体数は2n=42。

## 分布と生育環境
日本固有種。本州の栃木県、山梨県、長野県に分布し、日当たりの良い礫地や岩壁に生育する。ごくまれに産する。この他、秋田県、埼玉県に分布する情報がある。

## 名前の由来
和名イワカラマツは、「岩唐松」の意。種小名（種形容語）sekimotoanum は、栃木県の教員で植物研究者の関本平八 (1889-1969) への献名。関本は1938年6月、栃木県でこの植物を採集し、本田正次が同年『植物及動物』誌において新種として記載発表した。

## 種の保全状況評価
絶滅危惧II類 (VU)（環境省レッドリスト）
都道府県のレッドデータ、レッドリストの選定状況は次のとおり。
- 青森県-重要希少野生生物（Bランク）
- 岩手県-情報不足
- 秋田県-準絶滅危惧種(NT)
- 山形県-絶滅(EX)
- 栃木県-絶滅危惧II類（Bランク）
- 群馬県-絶滅危惧IB類(EN)
- 神奈川県-絶滅危惧IA類(CR)
- 長野県-絶滅危惧II類(VU)
- 広島県-絶滅危惧II類(VU)
- 香川県-絶滅危惧II類(VU)

## ギャラリー

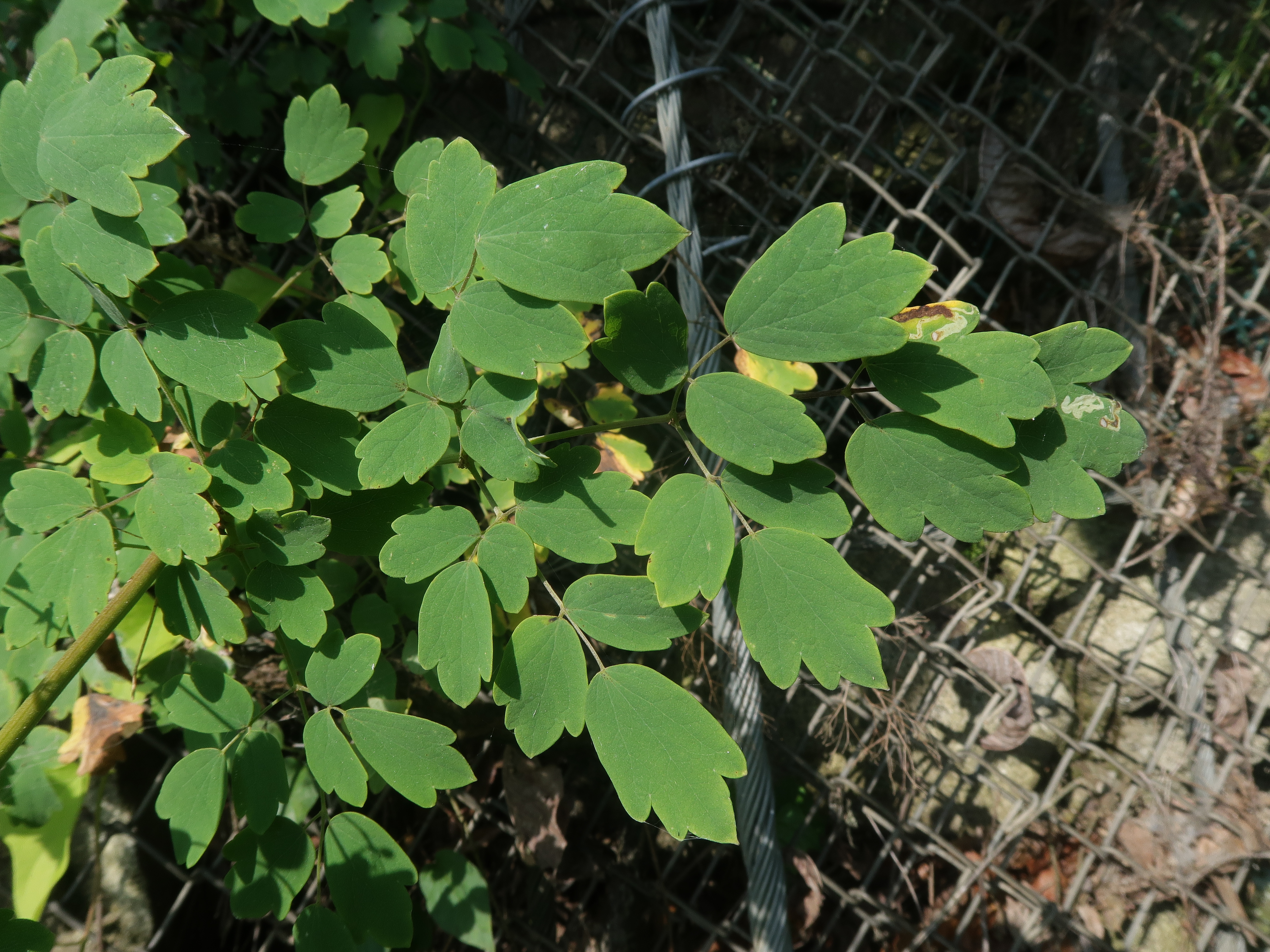
茎につく葉は互生し、葉身は2-4回3出複葉になる。
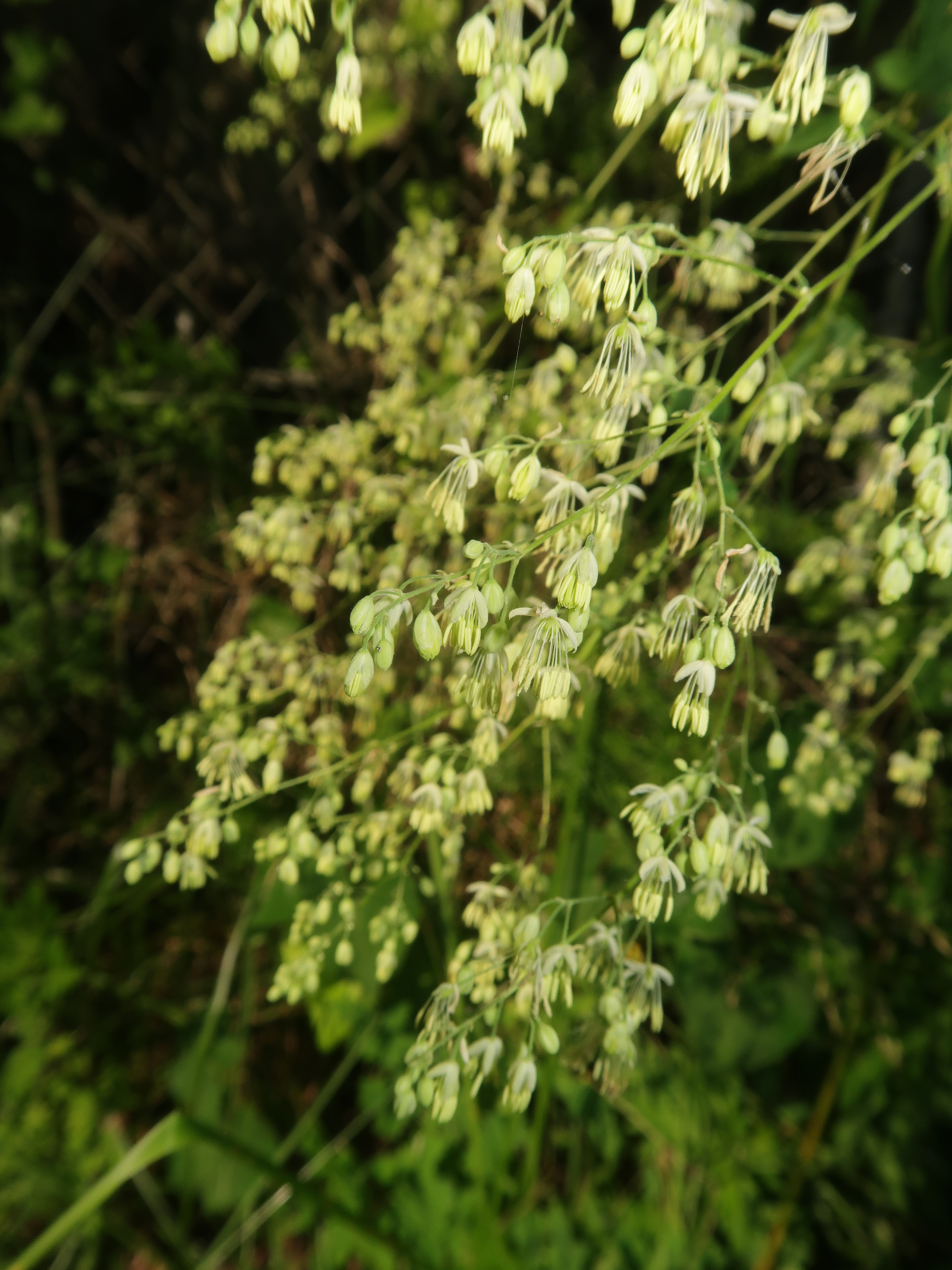
萼片は早落性、多数の雄蕊の黄色い葯が目立つ。
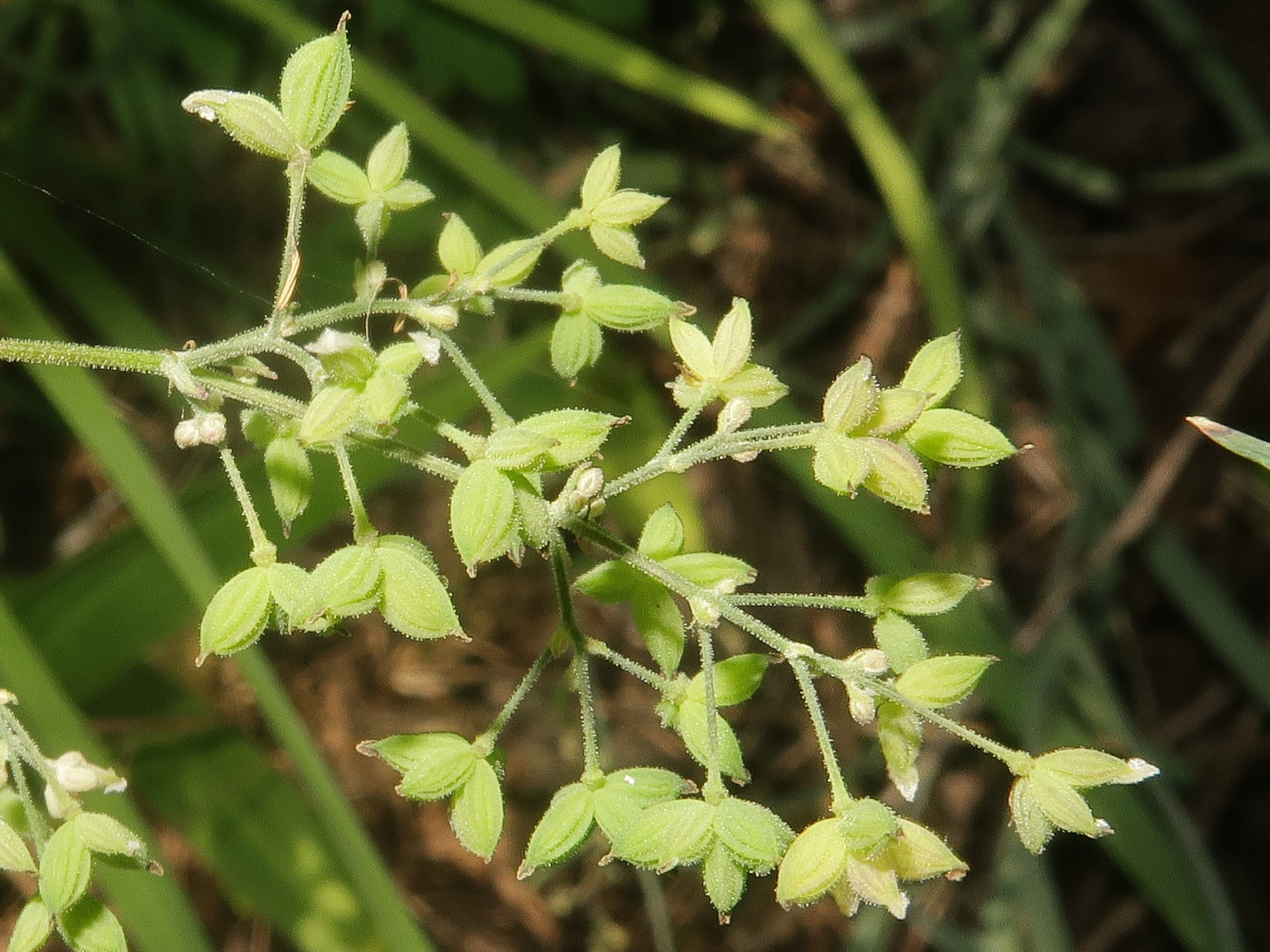
果実は縦の稜線が目立つ紡錘状の痩果になり、果柄はない。花序、痩果にも微細な腺毛が密生し粘る。
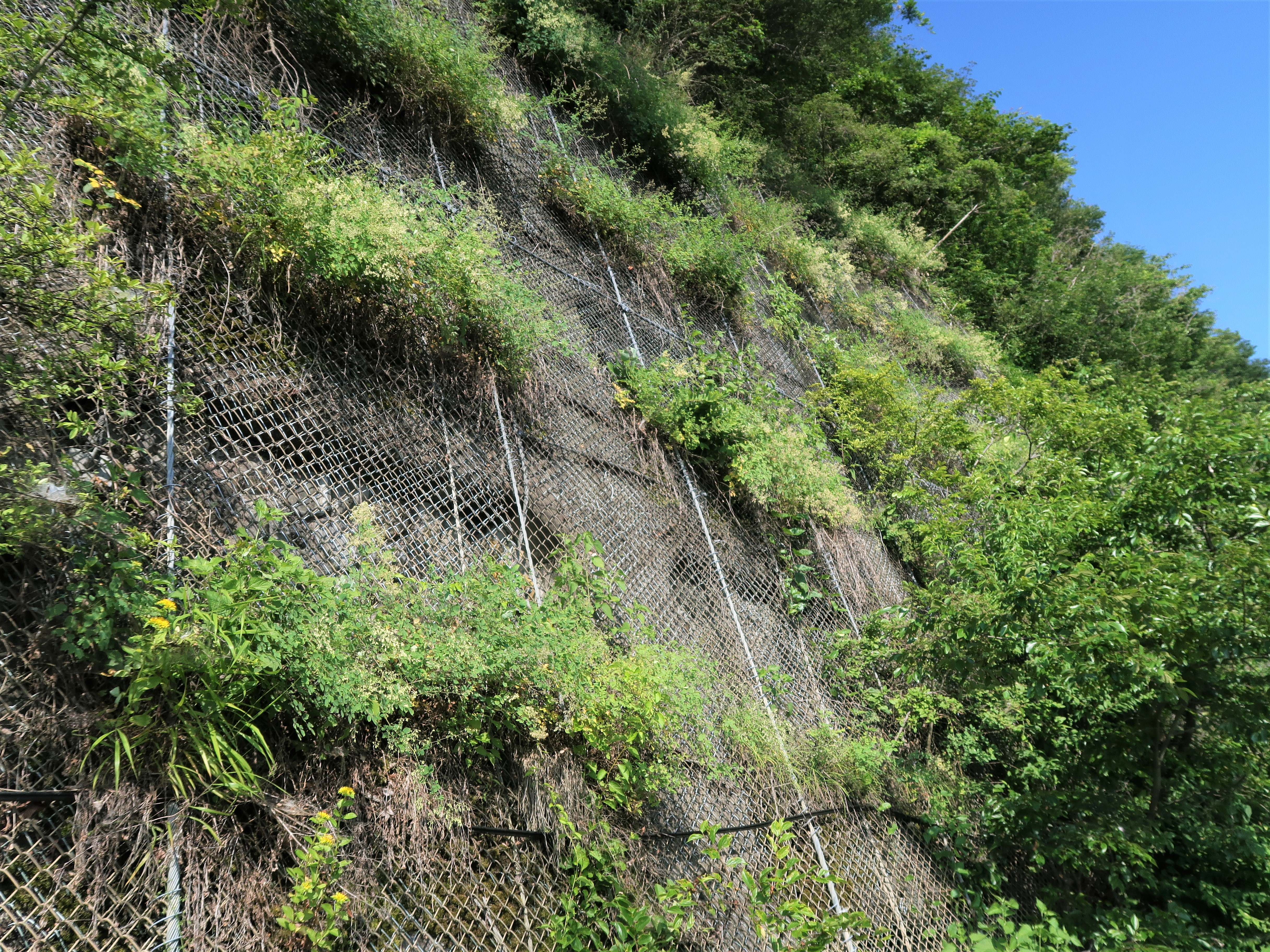
生育環境。日当たりの良い岩壁に生え、下垂している。

## 分類
イワカラマツは、日本産のカラマツソウ属のなかでアキカラマツ節（Sect. Thalictrum）に属する。本種は、1938年に本田正次によって、独立種、Thalictrum sekimotoanum として記載された。1962年には、北村四郎および村田源によって、「原色日本植物図鑑草本編II（離辨花類）に発表した新名及び新見解」が記載され、イワカラマツは独立した種から、アキカラマツの基本種である Thalictrum minus の変種 T. minus var. sekimotoanum として階級移動された。
独立種 T. sekimotoanum として扱っているのは、国（環境省）のレッドデータブック・レッドリスト、群馬県を除く該当する県のレッドデータブック・レッドリスト、 清水建美 (1982) による『日本の野生植物 草本II合弁花類』「キンポウゲ科カラマツソウ属」、米倉浩司 (2015) によるYList、2013年刊行の山と溪谷社『山溪ハンディ図鑑1 野に咲く花（増補改訂新版）』「イワカラマツ」があり、T. minus の変種、T. minus var. sekimotoanum として扱っているのは、群馬県のレッドデータブック・レッドリスト、門田裕一 (2011) による『日本の固有植物』「キンポウゲ科カラマツソウ属」、門田裕一 (2016) による『改訂新版 日本の野生植物2』「キンポウゲ科カラマツソウ属」がある。